# HD 208487 b
HD 208487 b (Mintome) – planeta pozasłoneczna, która okrąża gwiazdę HD 208487 (Itonda). Jest prawdopodobnie małym gazowym olbrzymem, obiega gwiazdę w ciągu około 130 dni po ekscentrycznej orbicie

## Nazwa
Gwiazda ma nazwę własną Mintome, która w języku fang oznacza mityczną krainę, w której żyje bractwo dzielnych ludzi. Nazwa została wyłoniona w konkursie zorganizowanym w 2019 roku przez Międzynarodową Unię Astronomiczną w ramach stulecia istnienia organizacji. Uczestnicy z Gabonu mogli wybrać nazwę dla tej gwiazdy. Spośród nadesłanych propozycji zwyciężyła nazwa  Mintome dla planety i Itonda dla gwiazdy.